# Episodi di Gentleman Jack - Nessuna mi ha mai detto di no (seconda stagione)
La seconda e ultima stagione della serie televisiva Gentleman Jack - Nessuna mi ha mai detto di no (Gentleman Jack), composta da otto episodi, è stata trasmessa sul canale britannico BBC One dall'11 aprile al 29 maggio 2022, mentre negli Stati Uniti è andata in onda sull'emittente via cavo HBO dal 25 aprile al 13 giugno dello stesso anno.
In Italia, la stagione è andata in onda su Sky Serie dal 31 luglio al 21 agosto 2024.
| nº | Titolo originale                             | Titolo italiano                         | Prima TV UK    | Prima TV Italia |
| -- | -------------------------------------------- | --------------------------------------- | -------------- | --------------- |
| 1  | Faith Is All                                 | La fede è tutto                         | 10 aprile 2022 | 31 luglio 2024  |
| 2  | Two Jacks Don't Suit                         | Due Jack non sono una buona coppia      | 17 aprile 2022 | 31 luglio 2024  |
| 3  | Tripe All Over the Place, Presumably         | Solo un mucchio di fandonie, presumo    | 24 aprile 2022 | 7 agosto 2024   |
| 4  | I'm Not the Other Woman, She Is              | Non sono io la tua amante, è lei        | 1º maggio 2022 | 7 agosto 2024   |
| 5  | A Lucky and Narrow Escape                    | Scampata per un soffio                  | 8 maggio 2022  | 14 agosto 2024  |
| 6  | I Can Be as a Meteor in Your Life            | Posso essere una meteora nella tua vita | 15 maggio 2022 | 14 agosto 2024  |
| 7  | What's All That Got to Do with Jesus Though? | Questo cos'ha a che fare con Gesù?      | 22 maggio 2022 | 21 agosto 2024  |
| 8  | It's Not Illegal                             | Assoluta innocenza                      | 29 maggio 2022 | 21 agosto 2024  |

## La fede è tutto
- Titolo originale: Faith Is All
- Diretto da: Edward Hall
- Scritto da: Sally Wainwright

### Trama
- Altri interpreti: Stephanie Cole (zia Ann Walker), Thomas Howes (John Booth), Maizie McDonagh (Charlotte Booth), Niamh Hustler (Hannah Booth), Steve Evets (signor Pickels), Felix Johnson (Dick), Grant Burgin (Joseph Mann), George Costigan (James Holt), Bruce Alexander (signor Parker), Albane Courtois (Eugénie), Jessica Baglow (Rachel Hemingway), Ben Hunter (Joseph Booth), Dino Fetscher (Thomas Beech), Michael D. Xavier (dott. Steph Belcombe), James Thackeray (James Clayton), Robert Wolfe (Elija Peel), Leo Flanagan (Matthew Avison), Carol MacReady (signora Norcliffe), Simon Paisley Day (maggiore Norcliffe), Jenna Russell (Charlotte Norcliffe), Rupert Vansittart (Charles Lawton), Martin Barrass (maggiordomo dei Lawton).
- Ascolti USA: telespettatori 25 000 – rating 18-49 anni 0,01%[4]
- Ascolti UK: telespettatori 4 280 000[5]

## Due Jack non sono una buona coppia
- Titolo originale: Two Jacks Don't Suit
- Diretto da: Edward Hall
- Scritto da: Sally Wainwright

### Trama
- Altri interpreti: Jodhi May (Vere Cameron), Nicola Sloane (Lady Stuart), Hannah Saxby (Charlotte Stuart), Joanna Scanlan (Isabella "Tib" Norcliffe), Jenna Russell (Charlotte Norcliffe), Stephanie Cole (zia Ann Walker), Joel Morris (William Hardcastle), Dexter Hughes (Henry Hardcastle), Amy James-Kelly (Suzannah Sowden), Rosina Carbone (Hannah Washington), Emma Wrightson (Eliza Washington), Mason Sutcliffe (Alf Sowden), Ben Hunter (Joseph "George" Booth), Anick Wiget (contadino), Lucy Briers (signora Stansfield Rawson), Vincent Franklin (Christopher Rawson), Sara Kestelman (anziana signora Rawson), Shaun Dooley (Jeremiah Rawson), David Bardsley (signor Stansfield Rawson), Elizabeth Dulau (Catherine Rawson), Poppy Allen-Quarmby (Delia Rawson), Lucy Black (Mary Sowden), Anthony Flanagan (Ben Sowden), Albane Courtois (Eugénie), Jessica Baglow (Rachel Hemingway), Leo Flanagan (Matthew Avison), Tony Gardner (signor Sunderland), Thomas Howes (John Booth), Maizie McDonagh (Charlotte Booth), Niamh Hustler (Hannah Booth), Tom Lewis (Thomas Sowden), Hannah Donelon (Mary Rawson), Owen Phillips (Sackville Sutherland), Derek Riddell (capitano Sutherland), Katherine Kelly (Elizabeth Sutherland).
- Ascolti USA: telespettatori 94 000 – rating 18-49 anni 0,01%[6]
- Ascolti UK: telespettatori 3 380 000[5]

## Solo un mucchio di fandonie, presumo
- Titolo originale: Tripe All Over the Place, Presumably
- Diretto da: Edward Hall
- Scritto da: Sally Wainwright

### Trama
- Altri interpreti: Albane Courtois (Eugénie), Ben Hunter (Joseph "George" Booth), Lucy Briers (signora Stansfield Rawson), David Bardsley (signor Stansfield Rawson), Elizabeth Dulau (Catherine Rawson), Poppy Allen-Quarmby (Delia Rawson), Rupert Vansittart (Charles Lawton), Emma Wrightson (Eliza Washington), Rosina Carbone (Hannah Washington), Tom Lewis (Thomas Sowden), Amy James-Kelly (Suzannah Sowden), Tilly Kaye (Amy Sowden), Lucy Black (Mary Sowden), Mason Sutcliffe (Alf Sowden), Sara Kestelman (anziana signora Rawson), Leo Flanagan (Matthew Avison), Tom Ashley (John Waterhouse Jr.), Nicholas Farrell (John Waterhouse Sr.), George Costigan (James Holt), Tom Lorcan (Edward Vickers), Natalie Gavin (Alice Hardcastle), Joel Morris (William Hardcastle), Dexter Hughes (Henry Hardcastle), Hywel Morgan (William Briggs), Nick Harris (signor Norris), Howard Chadwick (signor Bull), Paul Brendan (signor Hodgson), Martin Barrass (maggiordomo dei Lawton).
- Ascolti USA: telespettatori 116 000 – rating 18-49 anni 0,01%[7]
- Ascolti UK: telespettatori 3 370 000[5]

## Non sono io la tua amante, è lei
- Titolo originale: I'm Not the Other Woman, She Is
- Diretto da: Amanda Brotchie
- Scritto da: Sally Wainwright

### Trama
- Altri interpreti: Rupert Vansittart (Charles Lawton), Olwen May (signora Duff), Stephanie Cole (zia Ann Walker), Tom Morley (James Ingham), Leo Flanagan (Matthew Avison), Raymond Coulthard (capitano Mainwaring), Simon Markey (reverendo Ford), Matilda Holt (Martha Booth), Albane Courtois (Eugénie), Ben Hunter (Joseph "George" Booth), Rosie Cavaliero (Elizabeth Cordingley), Thomas Howes (John Booth), Nicholas Farrell (John Waterhouse Sr.), Richard Hope (Rawdon Briggs), Hywel Morgan (William Briggs), Howard Chadwick (signor Bull), Paul Brendan (signor Hodgson), Nick Harris (signor Norris), John Hollingworth (signor Abbott), Harry Long (signor Weatherhead), David Hounslow (signor Freeman), Shaun Dooley (Jeremiah Rawson).
- Ascolti USA: telespettatori 93 000 – rating 18-49 anni 0,0%[8]
- Ascolti UK: telespettatori 3 150 000[5]

## Scampata per un soffio
- Titolo originale: A Lucky and Narrow Escape
- Diretto da: Amanda Brotchie
- Scritto da: Sally Wainwright

### Trama
- Altri interpreti: Alex Bhat (James Stuart Wortley), Leo Flanagan (Matthew Avison), Jessica Baglow (Rachel Hemingway), Ben Hunter (Joseph "George" Booth), Albane Courtois (Eugénie), Thomas Howes (John Booth), John Hollingworth (sig. Abbott), Mazie McDonagh (Charlotte Booth), Tony Gardner (sig. Sunderland), Anthony Cozens (sig. Whitley), Steve Evets (sig. Pickels), Felix Johnson (Dick), Bruce Alexander (sig. Parker), Nicholas Farrell (John Waterhouse Sr.), Daniel Betts (Hinscliffe), Joel Morris (William Hardcastle).
- Ascolti USA: telespettatori 113 000 – rating 18-49 anni 0,0%[9]
- Ascolti UK: telespettatori 3 200 000[5]

## Posso essere una meteora nella tua vita
- Titolo originale: I Can Be as a Meteor in Your Life
- Diretto da: Fergus O'Brien
- Scritto da: Sally Wainwright

### Trama
- Altri interpreti: Bruce Alexander (sig. Parker), Daniel Betts (Hinscliffe), George Costigan (James Holt), Hadley Fraser (sig. Bradley), Leo Flanagan (Matthew Avison), Ben Hunter (Joseph "George" Booth), Tony Turner (dott. Jubb), Jessica Baglow (Rachel Hemingway), David Prosho (William Keighley), Grant Burgin (Joseph Mann), Stephanie Cole (zia Ann Walker), Katherine Kelly (Elizabeth Sutherland), Derek Riddell (capitano George Sutherland), Sara Kestelman (anziana signora Rawson), Vincent Franklin (Christopher Rawson), James Lewis (Robert Mann).
- Ascolti USA: telespettatori 91 000 – rating 18-49 anni 0,01%[10]
- Ascolti UK: telespettatori 3 210 000[5]

## Questo cos'ha a che fare con Gesù?
- Titolo originale: What's All That Got to Do with Jesus Though?
- Diretto da: Fergus O'Brien
- Scritto da: Sally Wainwright

### Trama
- Altri interpreti: Ben Hunter (Joseph "George" Booth), Albane Courtois (Eugénie), Adrian Rawlins (Jonathan Gray), Katherine Kelly (Elizabeth Sutherland), Derek Riddell (capitano George Sutherland), Penelope McGhie (signora Edward Rawson), Luke Newberry (John Harper), Bruce Alexander (signor Parker), Emma Wrightson (Eliza Washington), Leo Flanagan (Matthew Avison), Tim Bentinck (colonnello Dearden), Jessica Baglow (Rachel Hemingway).
- Ascolti USA: telespettatori 115 000 – rating 18-49 anni 0,01%[11]
- Ascolti UK: telespettatori 3 190 000[5]

## Assoluta innocenza
- Titolo originale: It's Not Illegal
- Diretto da: Fergus O'Brien
- Scritto da: Sally Wainwright

### Trama
- Altri interpreti: Ben Hunter (Joseph "George" Booth), Albane Courtois (Eugénie), Hannah Saxby (Charlotte Stuart), Nicola Sloane (Lady Stuart), Jodhi May (Vere Cameron), Annabel Mullion (Lady Stuart De Rothesay), Callum Coates (Lord Stuart De Rothesay), Katherine Kelly (Elizabeth Sutherland), Derek Riddell (capitano George Sutherland), Veronica Clifford (signora Sutherland), Owen Phillips (Sackville Sutherland), Adrian Rawlins (Jonathan Gray), Amy James-Kelly (Suzannah Sowden), Luke Newberry (John Harper), Nick Figgis (Shepley Watson), Jessica Baglow (Rachel Hemingway), Thomas Howes (John Booth), Tim Bentinck (colonnello Dearden), Tom Lewis (Thomas Sowden), Rosina Carbone (Hannah Washington), Joel Morris (William Hardcastle), Mason Sutcliffe (Alf Sowden), Leo Flanagan (Matthew Avison), Tilly Kaye (Amy Sowden), Rob Witcomb (assistente del signor Parker), Bruce Alexander (signor Parker), Joanna Scanlan (Isabella "Tib" Norcliffe).
- Ascolti USA: telespettatori 91 000 – rating 18-49 anni 0,0%[12]
- Ascolti UK: telespettatori 3 200 000[5]